# Casearia gladiiformis
Casearia gladiiformis, a folha-de-espada, é uma pequena árvore que ocorre principalmente em florestas costeiras secas do sul-oriental de África. Ela encontra-se distribuída a partir do Cabo Oriental até ao Malawi. Ela tem pequenas e discretas flores na primavera. As sementes são libertadas quando a cápsula da semente se rompe após a secagem.